# Hrvatski plemićki zbor
Hrvatski plemićki zbor (HPZ) (lat. Collegium Nobilium Croaticum), udruga potomaka hrvatskog plemstva, osnovana 16. listopada 1995. godine, koja okuplja potomke plemićkih loza iz Dalmacije, sjeverne Hrvatske i drugih hrvatskih krajeva.

## Povijest udruge
Hrvatski plemićki zbor osnovala je grupa od trinaest utemeljitelja na čelu s hrvatskim znanstvenikom prof. dr. sc. Nikolom Cindrom u studenom 1995. godine. Udruga je ispočetka okupljala potomke plemićkih obitelji s juga (Dubrovnik, Split), sa sjevera Hrvatske (Lika, okolica Zagreba) i ostalih povijesnih dijelova Hrvatske.
Cilj udruge je okupiti sve preostale potomke hrvatskog plemstva, čuvati povijesnu tradiciju i ljubav prema domovini. Udruga ima svoj grb i statut, sjedište joj je u Zagrebu, a ogranke ima u Splitu, Osijeku i Zadru. Organi HPZ-a su: Veliko plemićko vijeće, Plemićki stol, Nadzorni odbor, Sud časti i Senat. Prvi predsjednik je bio Nikola pl. Cindro, drugi Ante pl. Rendić - Miočević, a potom pokojni Ivo pl. Durbešić. Nakon Marka Mladinea i v.d. Branka Cindra sadašnji predsjednik je Radovan Marjanović Kavanagh.
Zbor broji oko 202 redovita člana potomaka šezdeset i dvije plemićke obitelji.

## Članovi Hrvatskog plemićkog zbora
| - Alaupović - Aranicki - Arneri - Barabaš - Blažeković - Borelli - Cambj - Franulić - Grisogono - Hadrović - Kurelec - Luković - Makanec - Pavlović I - Rendić-Miočević - Tartaglia - Puškarić - Zergollern - Bona - Cindro - Maleković - Antoniazzo | - Pavlović II - Sdrinias - Kallay - Festetić - Vusio - Mirošević-Sorgo - Raizner - Celio-Cega - Degl´Ivellio - Marušić - Vucelić - Durbešić - Ivanišević - Kuščić - Franceschi - Vrkljan - Maroja - Bartholovich - Pomper - Prelogović - Draganić-Vrančić | - Benković - Trupčević - Kačić-Bartulović - Jelačić Bužimski - Mladineo - Zmajević - Pažić - Marijašević - Portada - Antonioli - Tončić - Pozojević - Vučetić - Baturić - Zudenigo - Davila - Nutrizio - Tabain - Jurjević - Hreljanović - Rakamarić - Gazzari |